# Tajmyr (jezioro)
Jezioro Tajmyr (ros. Таймыр) – jezioro na półwyspie Tajmyr należącym do Rosji.
Długość jeziora wynosi 250 km a powierzchnia 4560 km²; Średnia głębokość wynosi 2,8 m a największa 25,5 m,
Tajmyr znajduje się na wysokości 180 m n.p.m. Linia brzegowa jeziora jest silnie rozwinięta. Północny i wschodni brzeg jest stromy, południowy łagodny. Zasilane głównie deszczami i śniegami. W sierpniu średnia temperatura wody wynosi 7°С. Zimą jezioro zamarza, a woda na dużych głębokościach osiąga ok. 1°С. Pokrywa lodowa utrzymuje się od września do czerwca.
Dużą część jeziora obejmuje Tajmyrski Rezerwat Biosfery.